# Заполье (Кореличский район)
Заполье (бел. Заполле) — деревня в Кореличском районе Гродненской области Белоруссии, в Красненском сельсовете. Население 169 человек (2009).

## География
Деревня находится в 2 км к северо-востоку от Кореличей. С востока к деревне примыкает деревня Красное, а с юга — деревня Лесок. Через деревню проходит местная дорога Кореличи — Щорсы.

## История
Первые упоминания Заполья относятся к XVI веку. В XVII веке Заполье — село поместья Кореличи, принадлежавшего князьям Радзивиллам. В 1684 году здесь было 113 домов.
В результате второго раздела Речи Посполитой (1793) Заполье оказалась в составе Российской империи, в Новогрудском уезде. В 1837 году построена деревянная церковь св. Георгия. В 1884 году открыта школа, в 1910 — народное училище. В 1897 году в деревне было 165 дворов и 923 жителя.
Во время первой мировой войны деревня сильно разрушена. В 1921—1939 году в составе межвоенной Польской Республики, в Новогрудском повете Новогрудского воеводства. В 1931 и 1933 годах в деревне проходили крестьянские бунты.
С 1939 года в составе БССР, в Кореличском районе. Во вторую мировую войну погибли 58 жителей посёлка.

## Достопримечательности
- Православная церковь Святого Георгия, 1837 год
- Кладбище солдат первой мировой войны